# Ostrówek Duży
Ostrówek Duży – część wsi Turbia położona w Polsce w województwie podkarpackim, w powiecie stalowowolskim, w gminie Zaleszany.
W latach 1975–1998 Ostrówek Duży należał administracyjnie do województwa tarnobrzeskiego.